# Polistes flavus
Polistes flavus är en getingart som beskrevs av Cresson 1868. Polistes flavus ingår i släktet pappersgetingar, och familjen getingar. Inga underarter finns listade i Catalogue of Life.